# Consejo Nacional de Resistencia de Irán
El Consejo Nacional de Resistencia de Irán (CNRI; en persa: شورای ملی مقاومت ایران‎, translit. Šurā-ye melli-e moqāwemat-e Īrān) es una organización política de la oposición iraní en el exilio con sede en Francia. La organización tiene la apariencia de una coalición de base amplia; sin embargo, algunos analistas como Kenneth Katzman, consideran que el CNRI es solamente una organización paraguas de la organización de los Muyahidines del Pueblo de Irán (MEK). y reconocen al CNRI como un frente político nominalmente independiente del MEK. Se considera que ambas organizaciones son dirigidas por Masud Rajavi y por su esposa, la señora Maryam Rajavi.
El Departamento de Estado de los Estados Unidos se negó a tener contacto con la organización desde la década de 1980, aunque, según se informa, se le dio libertad para llevar a cabo sus actividades en suelo estadounidense.
El MEK fue identificado como una organización terrorista extranjera en octubre de 1997. El 21 de diciembre de 2001, Australia añadió la organización, alias del MEK, a su Lista consolidada, sujeta a la Resolución 1373 del Consejo de Seguridad de las Naciones Unidas. El 15 de agosto de 2003, al ser considerados alias del MEK, Estados Unidos también determinó que el CNRI era una organización terrorista, siendo excluida de la lista el 28 de septiembre de 2012.

## Historia
El CNRI fue originalmente una organización paraguas de grupos disidentes iraníes que compartían una oposición al ayatolá Jomeini y a la República Islámica, pero no duró más de dos o tres años.
Fue formado por el líder de los Muyahidines del Pueblo de Irán (MEK), Masud Rajavi, y el expresidente de Irán Abolhasán Banisadr en 1981, que copresidió el consejo. Más tarde se unieron al Frente Democrático Nacional (FDN) y al Partido Democrático del Kurdistán de Irán (PDKI). A diferencia de este, el otro gran partido de izquierda de la oposición kurda, el Partido Komala del Kurdistán Iraní, se negó a unirse a la alianza. El consejo también recibió el apoyo inequívoco del Partido del Trabajo de Irán. Causó una ruptura en la Organización Fedaiana, cuando la Organización de Guerrilleros Fedai del Pueblo Iraní, liderada por Mehdi Sameh, dividió a la primera para unirse al CNRI, con menos de un puñado de miembros.
A pesar de la presencia de personalidades conocidas como Nasser Pakdaman, Bahman Nirumand, Mehdi Khanbaba Tehrani, Mansour Farhang y varios otros, la organización estaba dominada por la MEK.[cita requerida]
En 1983, elementos unidos a CNRI comenzaron a abandonar la alianza debido a conflictos con la MEK. Debido a las violentas actividades pro-Irak de la MEK en la guerra Irán-Irak, el FDN y Banisadr se retiraron del consejo. El 24 de marzo de 1983, Banisadr dejó oficialmente el consejo. El 14 de abril de 1985, el PDKI abandonó la organización porque mantuvo su independencia para decidir negociar con el régimen iraní.
En enero de 1983, el vice primer ministro Tarek Aziz y el presidente del CNRI Masud Rajavi firmaron un plan de paz basado en un acuerdo de reconocimiento mutuo de las fronteras, tal como se define en el Acuerdo de Argel de 1975. Según James Piazza, esta iniciativa de paz se convirtió en el primer acto diplomático como un verdadero gobierno en el exilio.
En la guerra Irán-Irak, la MEK/CNRI formó una alianza con Sadam Huseín, que era el principal responsable de su financiación, junto con Arabia Saudí en ese momento, aunque el CNRI también empleó el fraude para reforzar su financiación. El CNRI se transformó de una organización paraguas en una subsidiaria de la MEK.[¿cuándo?] A pesar de estar controlado por la MEK, el CNRI se disfraza de parlamento en el exilio de la Resistencia iraní, afirmando luchar por el establecimiento de una república democrática y laica en Irán, sobre una plataforma que propugna valores políticos como el gobierno laico, las elecciones democráticas, la libertad de expresión, la igualdad de derechos para las mujeres y los derechos humanos.
Sigue afirmando ser una organización paraguas con múltiples grupos miembros, como la Association of Iranian Scholars and Professionals y la Association of Iranian Women, que de hecho son organizaciones ficticias establecidas por la MEK para hacer que el CNRI parezca más representativo. Otras organizaciones de MEK son la Muslim Student Association, la Towhidi Society of Guilds, el Movement of Muslim Teachers, el Union of Instructors in Universities and Institutions of Higher Learning y la Society for the Defense of Democracy and Independence in Iran.
La líder de la MEK Maryam Radjavi es la designada presidenta electa de la organización, es decir, la presidenta de Irán para el período de transición.

### Organizaciones
- Association of Iranian Scholars and Professionals[17]
- Association of Iranian Women[17]
- California Society for Democracy in Iran - Sociedad Californiana para la Democracia en Irán[18]
- Muslim Student Association[17]
- National Association of Iranian Academics in Britain[18]
- Towhidi Society of Guilds[17]
- Movement of Muslim Teachers[17]
- Union of Instructors in Universities and Institutions of Higher Learning[17]
- Society for the Defense of Democracy and Independence in Iran[17]
- Iran Aid (closed down by the UK government)[17]
- Californian Society for the Defense of Iran[17]
- Organización de Comunidades Estadounidenses Iraníes - Organization of Iranian American Communities[17]
- Comunidad Estadounidense Iraní de Virginia - Iranian American Community of Virginia[17]
- Union Against Fundamentalism[17]

## Recepción global
A pesar de las afirmaciones del CNRI, en 2009, algunos detalles sobre el grupo seguían siendo poco conocidos en Occidente, y muy pocos legisladores lo apoyaban. El resurgimiento de la fortuna extranjera del grupo está ligado al hecho de que expuso el programa nuclear de Irán en 2002.
El CNRI es considerado por el gobierno iraní como una organización terrorista, y fue clasificado como una Organización Terrorista Extranjera por los Estados Unidos, alegando que el CNRI «no es una organización separada, sino que es, en cambio, y ha sido, una parte integral de la MEK en todos los momentos relevantes» y que el CNRI es «la rama política» de la MEK en lugar de viceversa. Sin embargo, ya no es considerado terrorista. El 28 de septiembre de 2012, el Departamento de Estado de los Estados Unidos retiró formalmente a la MEK de su lista de organizaciones terroristas en una decisión tomada por la entonces Secretaria de Estado Hillary Clinton, antes de la fecha límite del 1 de octubre establecida por un tribunal de apelaciones de los Estados Unidos.
Algunos altos funcionarios estadounidenses, como Dick Armey (exlíder de la mayoría de la Cámara 1995-2003), han sugerido que el Departamento de Estado incluyó erróneamente a la MEK en la lista de terroristas desde el principio. Alireza Jafarzadeh fue su representante oficial en EE. UU. hasta que el Departamento de Estado cerró la oficina de Washington en 2002 debido a que solo era un grupo de fachada para la MEK, que entonces figuraba como organización terrorista en EE. UU. Se ha alegado que la inclusión del CNRI y la MEK en la lista era una muestra ofrecida al régimen teocrático de Irán en lugar de basarse en los hechos del asunto. Según el Wall Street Journal «Diplomáticos de alto rango en la administración Clinton dicen que la MEK figuraba prominentemente como una moneda de cambio en un esfuerzo de construcción de puentes con Teherán». El diario agregó que en 1997, el Departamento de Estado añadió la MEK a una lista de organizaciones terroristas globales como «una señal» del deseo de Estados Unidos de acercarse a los reformistas de Teherán, dijo Martin Indyk, que en ese momento era secretario de Estado adjunto para Asuntos del Cercano Oriente. El gobierno del presidente Jatamí «lo consideró un gran problema», dijo Indyk.
En mayo de 2004, la Unión Europea dio a entender que el CNRI forma parte de los Muyahidines del Pueblo de Irán (y no al revés) y excluyó al propio CNRI de una lista de organizaciones consideradas terroristas, incluyendo a los Muyahidines del Pueblo de Irán «menos el Consejo Nacional de Resistencia de Irán» en su lista de organizaciones terroristas. El 26 de enero de 2009, el Consejo de Ministros de la UE acordó retirar a la MEK de la lista de organizaciones terroristas. La Unión Europea había incluido previamente a la MEK en su lista, pero excluyó al propio CNRI de la lista de organizaciones consideradas terroristas.
Una gran mayoría de la población iraní lo considera un grupo terrorista, y no le gusta la asistencia que prestó al enemigo iraní Sadam Huseín tras la invasión iraquí de Irán. Cuenta con una red mundial activa y participa en actividades de propaganda en muchas capitales occidentales.
El departamento de Oriente Medio del Ministerio de Relaciones Exteriores y de la Mancomunidad de Naciones en el Reino Unido declaró a principios de 2006 que se entiende ampliamente que «el programa [nuclear] de Irán, que se mantuvo en secreto del OIEA durante 18 años, pasó a ser de dominio público en gran medida debido a las revelaciones del CNRI, y esto condujo a una mayor preocupación internacional». Al mismo tiempo, Michael Axworthy, exjefe de la sección iraní en el FCO, afirmó que el CNRI es una «organización muy disciplinada para la MEK y los consideró poco fiables».
Según los analistas de Rand Corporation, el CNRI ha ocultado los elementos marxista-islámicos en el programa de la MEK a los ojos occidentales para promover una plataforma democrática laica. En las últimas tres décadas, el CNRI ha registrado y denunciado violaciones de los Derechos humanos en Irán ante los Relatores Especiales de la ONU, el Alto Comisionado de las Naciones Unidas para los Derechos Humanos, Amnistía Internacional y otras organizaciones internacionales de derechos humanos. Al mismo tiempo, a pesar de que el CNRI afirma que defiende la igualdad de derechos para las mujeres, ha practicado una estricta segregación de género en las zonas bajo su control, como por ejemplo, en el campamento de Ashraf.
En una reunión en el Consejo de Europa en abril de 2006, Maryam Radjavi, presidenta electa del CNRI, elaboró la visión del movimiento para un futuro Irán y presentó un plan de diez puntos, según el sitio web de la organización.
El plan ha sido apoyado por diputados británicos, algunos argumentando que es un programa potencial que «transformaría a Irán», ya que pide la abolición de la pena de muerte, la creación de un sistema legal moderno y la independencia de los jueces.
En un debate sobre la situación de los derechos humanos en Irán en la Cámara de los Lores el 8 de diciembre de 2016, Lord Alton de Liverpool dijo, «El manifiesto dice: los castigos crueles y degradantes no tendrán cabida en el futuro Irán. La Sra. Radjavi pondría fin a la financiación por parte de Teherán de Hamás, Hezbolá y otros grupos militantes y está comprometida con la coexistencia pacífica, las relaciones con todos los países y el respeto de la Carta de las Naciones Unidas».